# Головний ботанічний сад імені Миколи Цицина РАН

Схема Головного ботанічного саду
А — головний вхід
В — вхід від готелю «Останкіно»
С — вхід з боку вул. Комарова
Д — вхід з боку ст. метро «Владикіно»
1 — дендрарій
2 — заповідна діброва
3 — розарій
4 — тінистий сад
5 — сад надбережних рослин
6 — сад безперервного квітування
7 — експозиція рослин природної флори
8 — японський сад
9 — експозиція культурних рослин
10 — ділянки природного лісу
11 — лабораторний корпус
12 — фондова оранжерея
13 — нова оранжерея

Головний ботанічний сад імені Миколи Ци́цина РАН (рос. Гла́вный ботани́ческий сад и́мени Н. В. Ци́цина РАН) — ботанічний сад у Москві, один з найбільших ботанічних садів Європи, має багату колекцію рослин. Тут представлено різноманітний рослинний світ практично всіх континентів і кліматичних зон земної кулі. Засновано ботсад 14 квітня 1945 року, першим директором був М. В. Цицин. Жива колекція нараховує 8 220 видів і 8 110 форм і сортів рослин — всього 16 330 таксонів. На основі колекції, з використанням сучасних прийомів ландшафтної архітектури, створені ботанічні експозиції рослин: природної флори Росії та колишнього СРСР, дендрарій, експозиція тропічних і субтропічних рослин, квітково-декоративних та культурних рослин.

## Історія
21 січня 1945 року в Москві була прийнята Постанова Ради Народних Комісарів № 128 «Про відзначення 220-річчя існування Академії наук СРСР», де поряд з іншими заходами було вирішено організувати новий ботанічний сад у столиці. Програму будівництва саду прийняли 14 квітня, а в травні під ботанічний сад виділили 361 гектар землі в Останкінському лісопарку.
Датою заснування Головного ботанічного саду вважається 14 квітня 1945 року. Він розташований на місці унікальних лісових природних масивів Москви. Завдяки науковій діяльності працівників саду збереглися фрагменти Ерденьєвського гаю в складі Останкінської діброви та Леоновський ліс. Ці території вперше згадуються в хроніках 1584. Землі належали князям Черкаським. Потім ці землі перейшли у володіння Шереметьєвих, які отримали «сільце Осташково» з садибою, як придане Варвари Черкаської. Вона вийшла заміж за Петра Шереметьєва. Граф Микола Шереметьєв, власник «Останкіно», перетворив найближчу до маєтку частину гаю в Англійський парк. Для цього був найнятий садівник-англієць, який прагнув досягти природності в пейзажі. На території парку були викопані 5 ставків, які живилися водою річки Кам'янки, однієї з приток Яузи. Основними деревними породами парку були дуб, липа і клен. А з чагарників переважали ліщина, жимолость і калина.
Задовго до офіційної дати заснування була розроблена програма створення ботанічного саду. Свідченням цього є ескізні проекти 1940 і 1945 років, розроблені архітектором І. М. Петровим. Ця програма існувала в рамках загального Містобудівного плану розвитку Москви. Згідно з першим проектом 1940 року північна межа саду повинна була проходити по Кільцевій залізниці, а з півдня — по сучасній вулиці Академіка Корольова. Захоплюючи при цьому територію всього Марфинського комплексу на заході. А на сході простягаючись до проспекту Миру. За проектом 1945 року сад обмежувався Ботанічною вулицею на заході, а на сході — вулицею Сільськогосподарською. При цьому північна і південна межі залишалися незмінні.
Рішеннями Московської ради і постановами Президії Академії наук СРСР, в період з 1945 по 1969 роки, Головному ботанічному саду були передані землі, на яких зараз розміщені основні ландшафтні та ботанічні експозиції. У 1998 році сад отримав в безтермінове користування 331,49 га землі.

## Структура
Всього в Головному ботанічному саду нараховується 13 наукових відділів та лабораторій, одна філія, а також одна група.

### Структурні наукові підрозділи
- Відділ флори
- Відділ дендрології

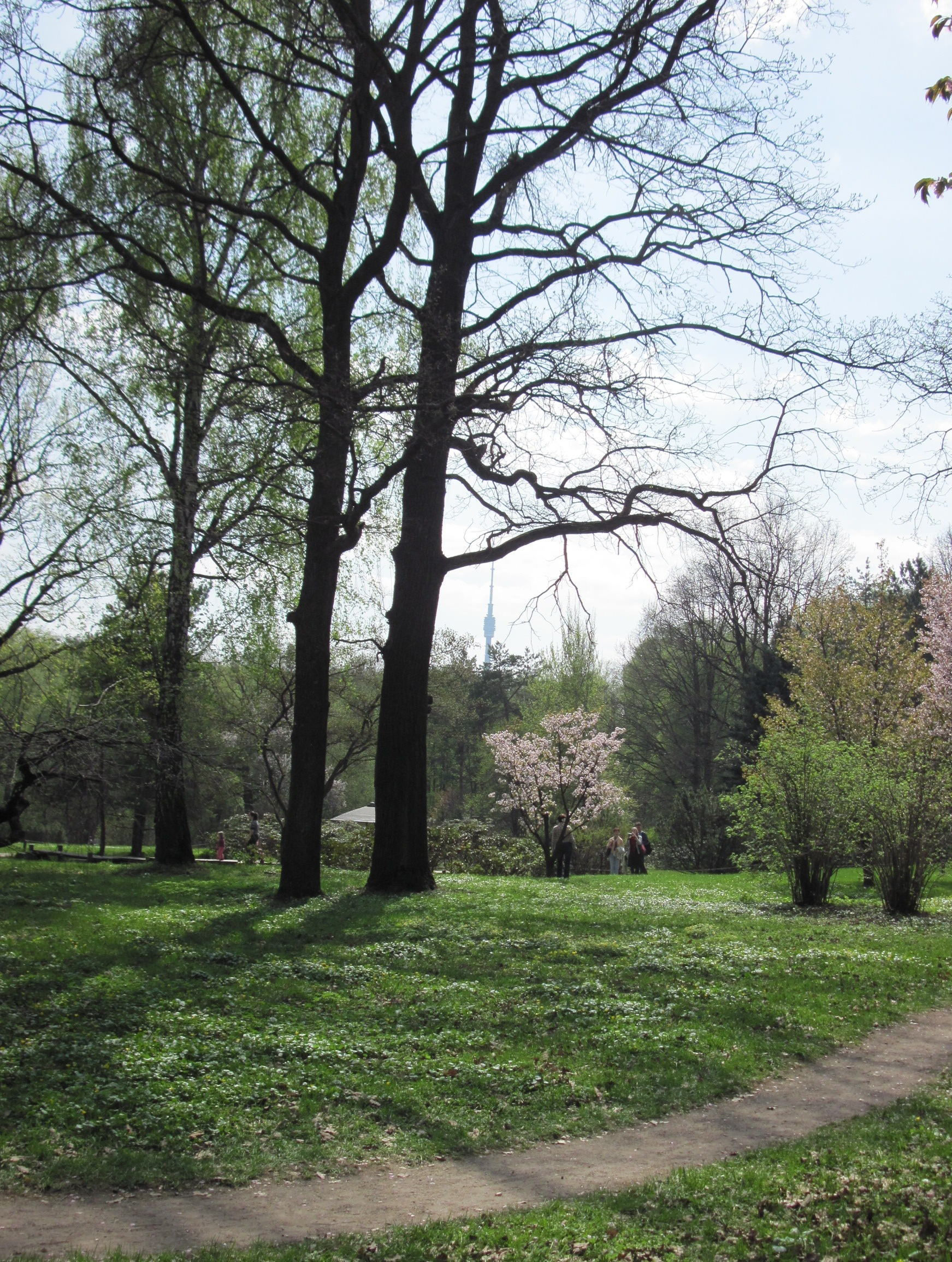
Головний ботанічний сад ім. М. В. Цицина РАН в 2011 р.

- Відділ тропічних та субтропічних рослин
- Відділ декоративних рослин
- Відділ культурних рослин
- Відділ захисту рослин з карантинною службою
- Відділ послідовної гібридизації
- Лабораторія гербарій
- Лабораторія фізіології та біохімії рослин
- Лабораторія фізіології та імунітету рослин
- Лабораторія ландшафтної архітектури
- Лабораторія біотехнології рослин
- Відділ впровадження науково-технічних розробок
- Чебоксарська філія (Чебоксарський ботанічний сад)

### Неструктурні наукові підрозділи
Група хемосистематики та еволюційної біохімії рослин.
Ботанічний сад також має науково-технічні, науково-допоміжні та виробничі структурні підрозділи.

## Колекційні фонди

### Експозиція рослин природної флори
На 30 га площі створено шість ботаніко-географічних експозицій: «Європейська частина Росії», «Кавказ», «Середня Азія», «Сибір», «Далекий Схід» і «Корисні рослини природної флори».

### Фондова оранжерея
Фондова оранжерея ГБС РАН традиційно є донором рослин для колекцій тропічних рослин інших ботанічних садів Росії та країн колишнього Радянського Союзу. Основу цієї колекції отримали в 1947 році з оранжереї Санссусі (Потсдам, Німеччина). Колекція представників родини Орхідних або зозулинцевих складалася з 107 гібридів Paphiopedilum, 120 гібридів Cattleya і 140 видів орхідних інших родів, 91 з яких зберігся в колекції до сьогодні. Протягом останніх років колекція зазнала значних змін, її розширили та доповнили. Тепер колекція нараховує 1120 видів, підвидів і форм орхідних з 222 родів, а також 300 гібридів.

## Галерея

Головний ботанічний сад імені Миколи Цицина Російської академії наук (Москва)
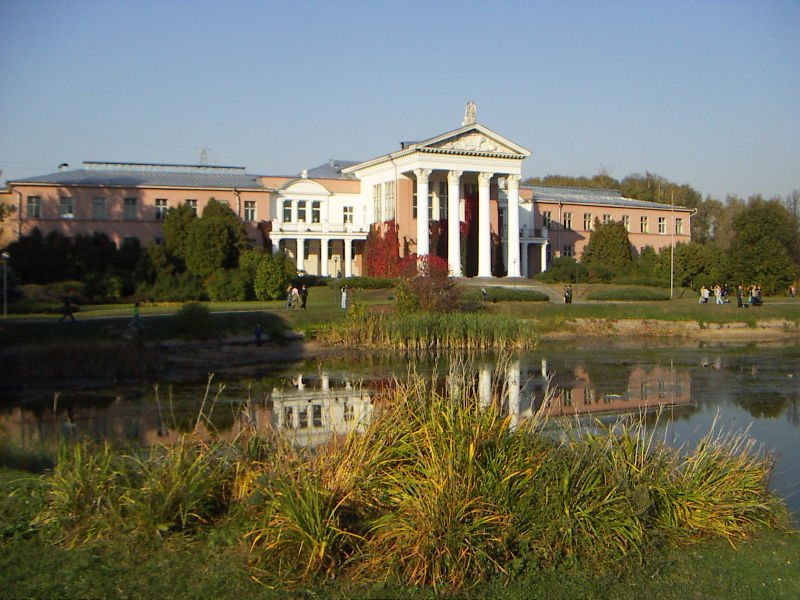
Головний корпус ГБС ім. М.Цицина
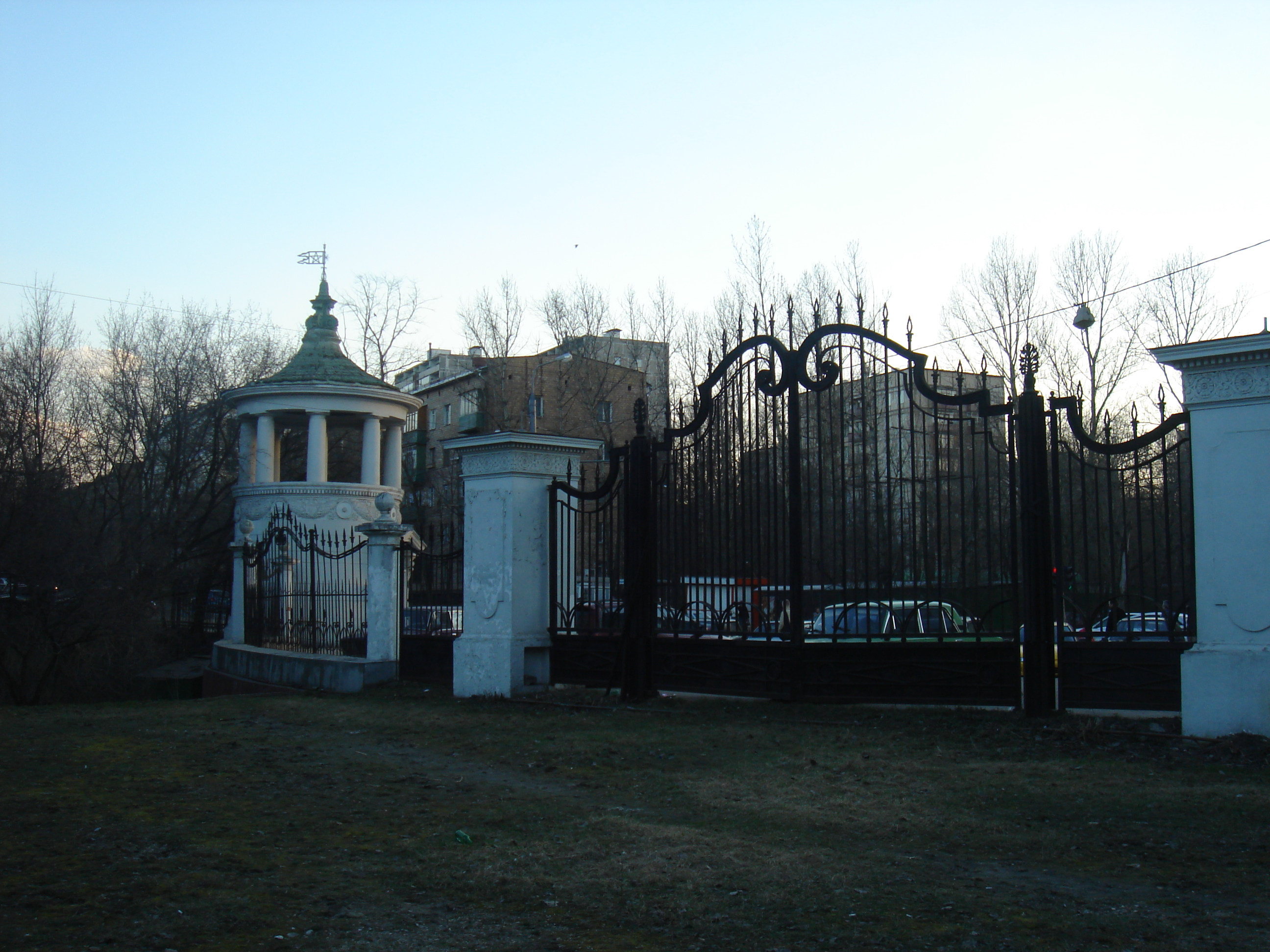
Вхідна брама ботсаду
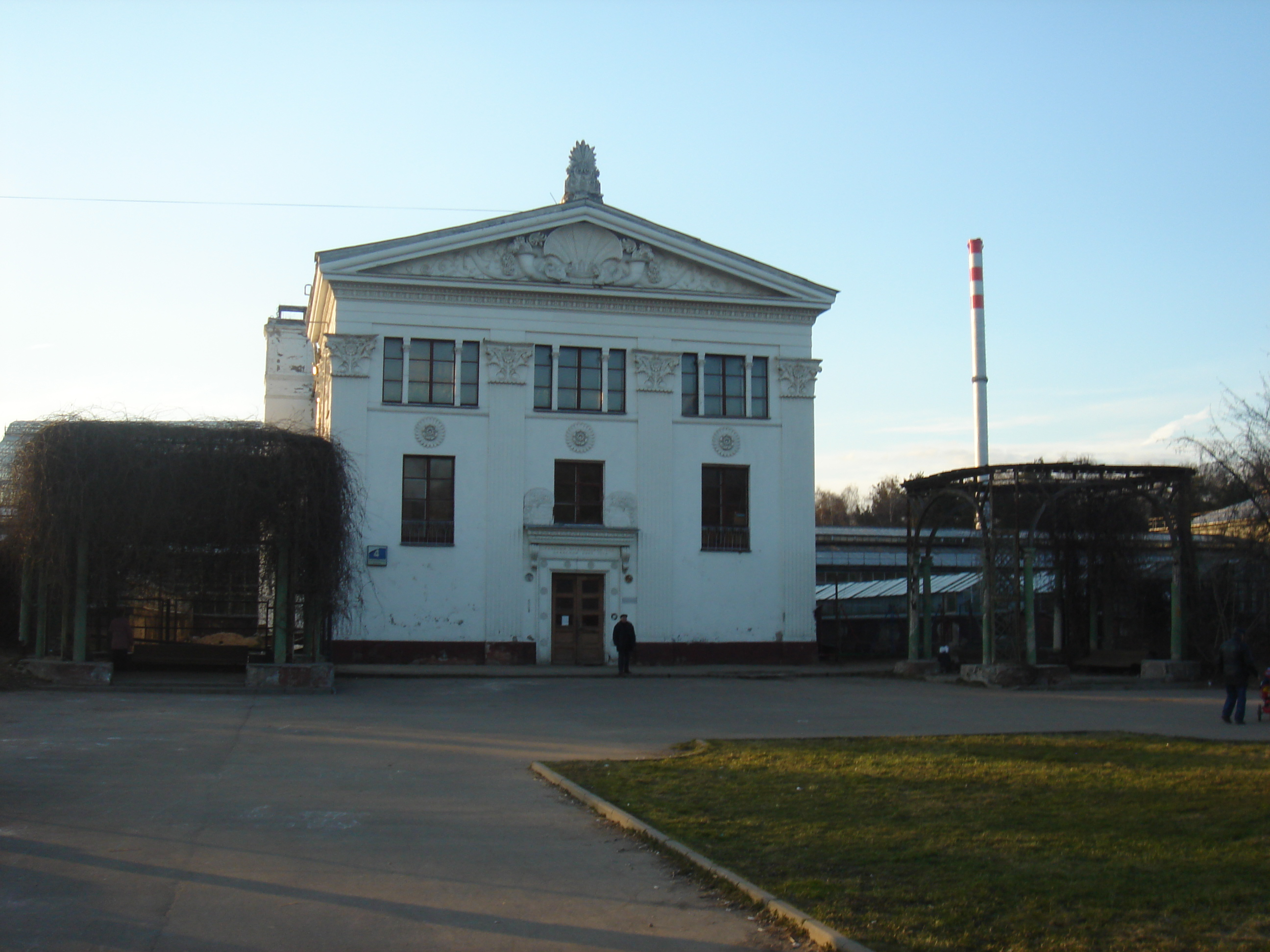
Теплиця ботсаду
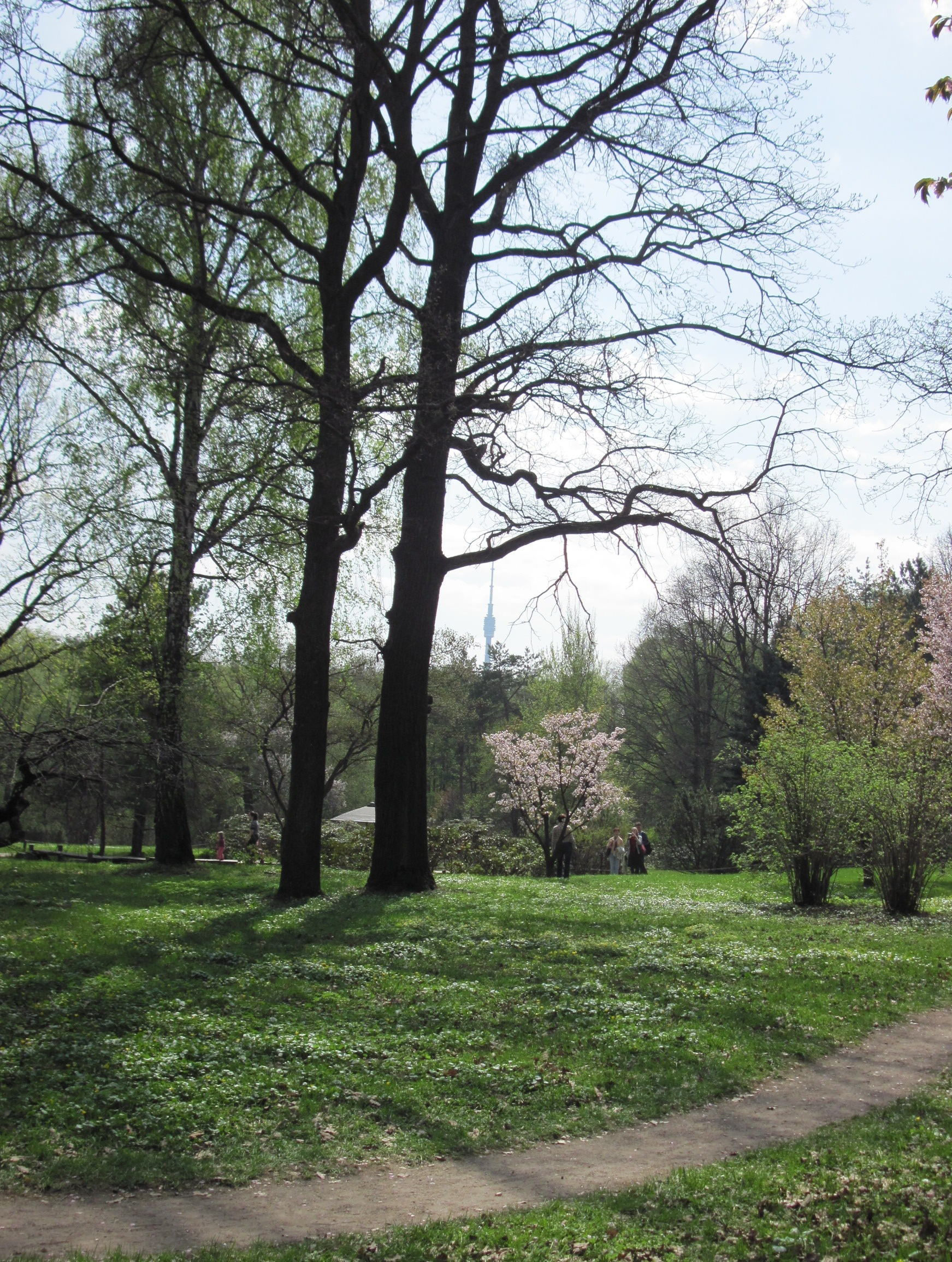
Куточок ботсаду
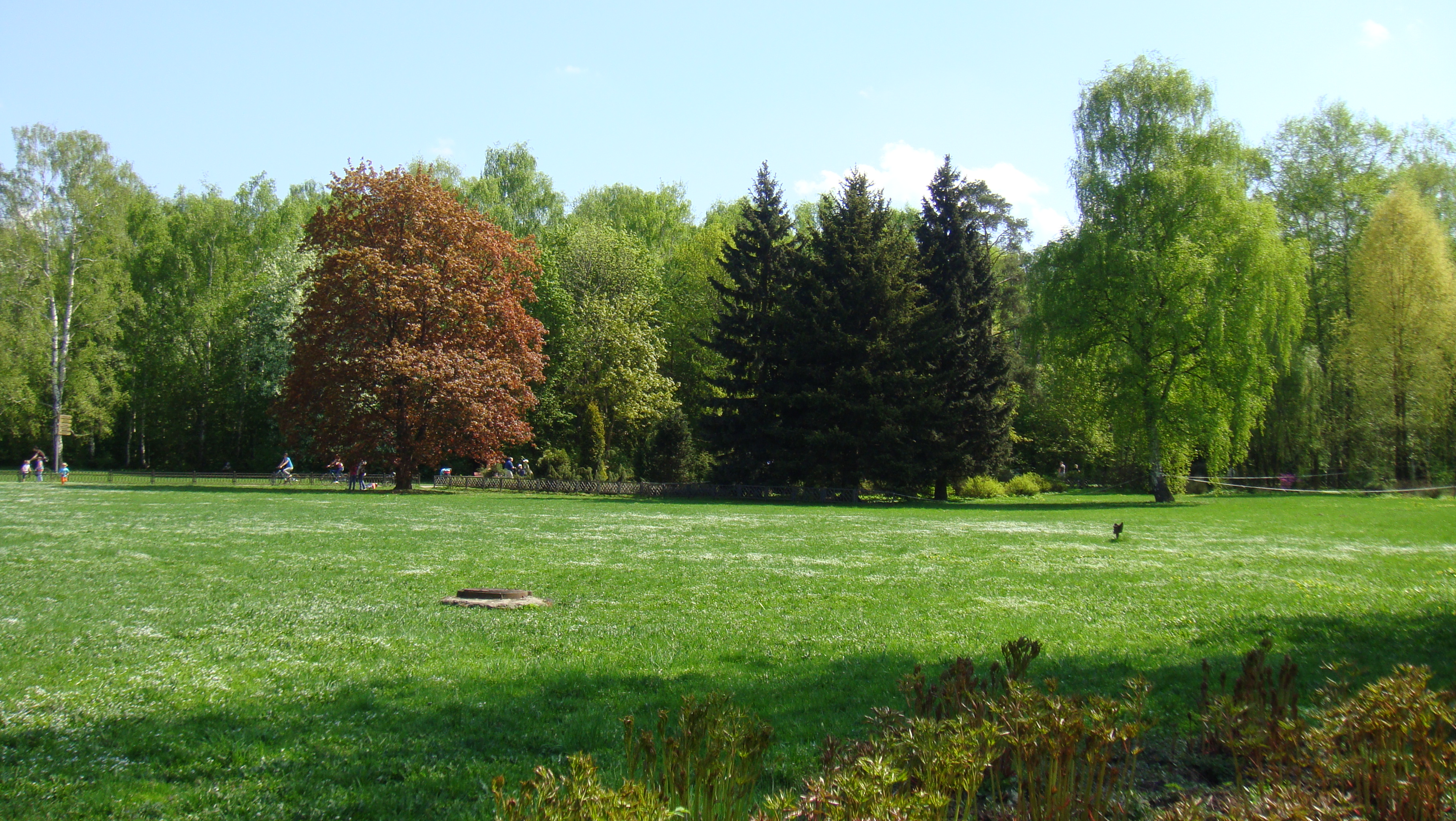
Весняний ботсад
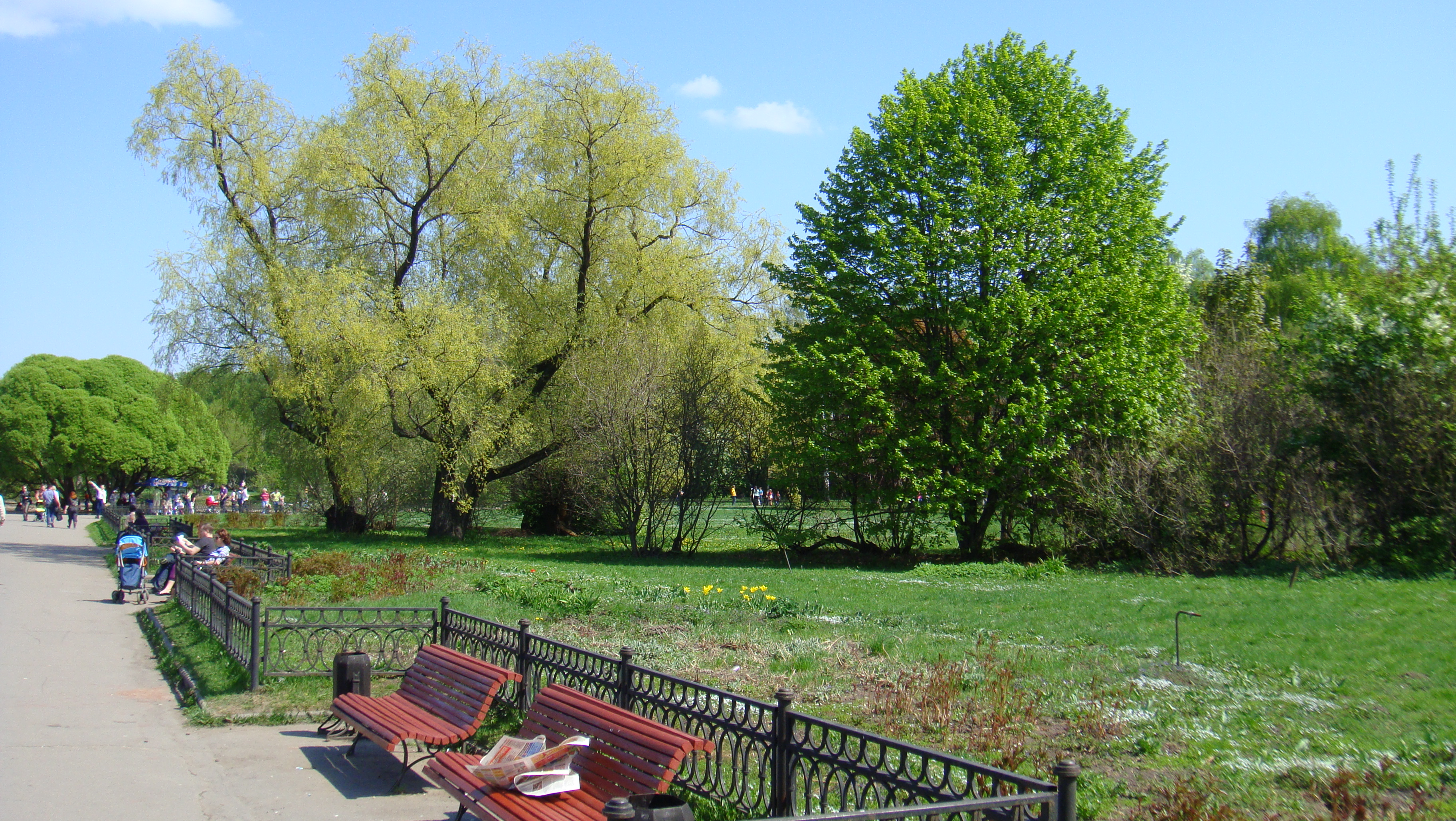
Газон ботсаду
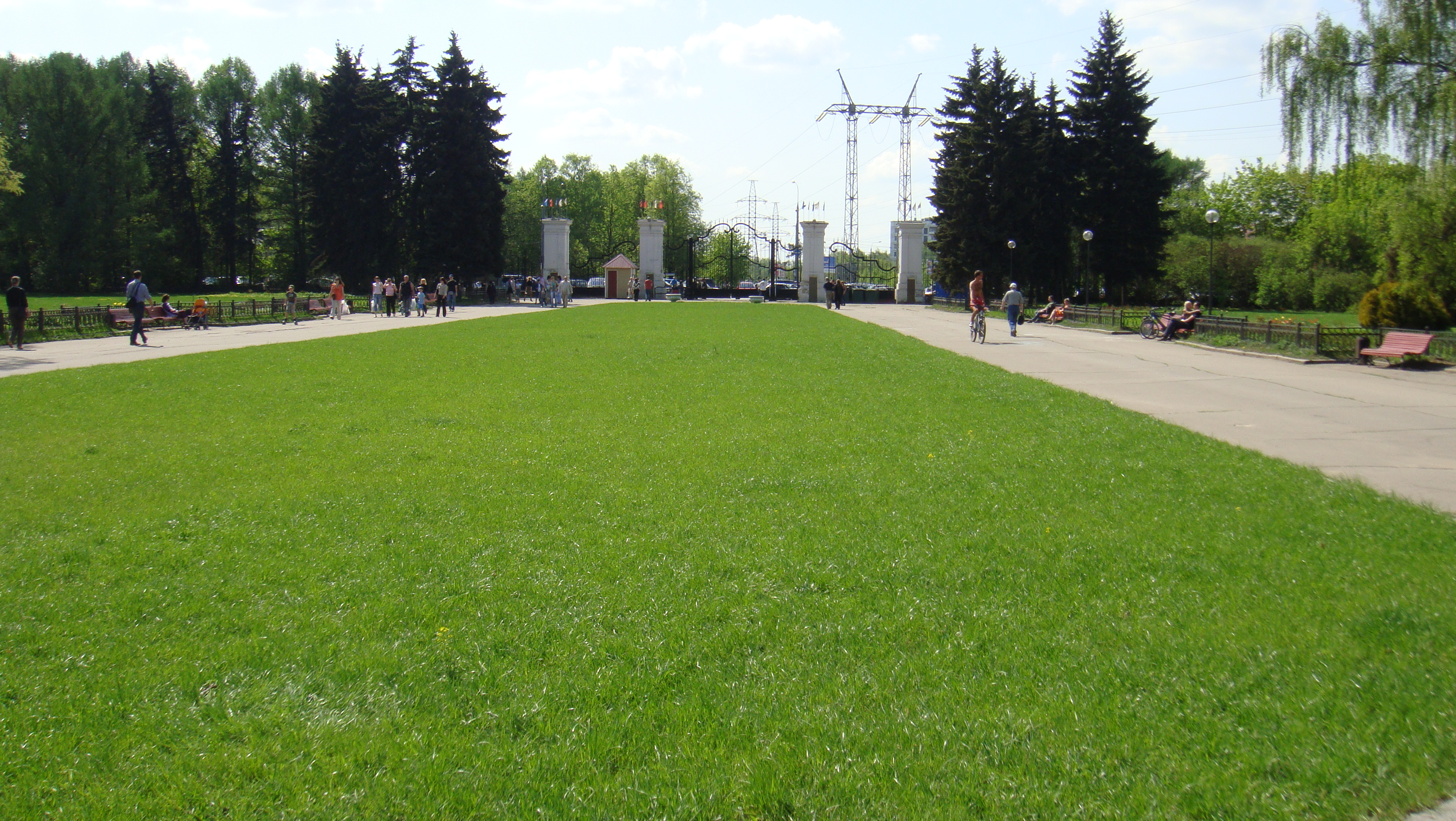
Вхід до ботсаду